# غيليس باربييه
غيليس باربييه (بالفرنسية: Gilles Barbier)‏ هو فنان فرنسي، ولد في 6 فبراير 1965 في بورت فيلا في فانواتو.